# Poland (Maine)
Pour les articles homonymes, voir Poland.
Poland est un village du comté d'Androscoggin, situé dans le Maine, aux États-Unis. Sa population était de 5 360 en 2010. Un déclin de 8,7 % de sa population en dix ans. Le village fait partie des deux villes principales connues sur le nom de Lewiston-Auburn, villes métropolitaines du Maine et de la Nouvelle Angleterre.

## Historique
Poland fut octroyé par le tribunal général du Massachusetts en 1765 aux dirigeants et aux soldats qui avaient servi aux commandes de William Phipps en 1690 durant la bataille de Québec. Il fut remplacé des 1736 alors que la concession faite à eux était appelée Bakerstown (maintenant Salisbury (New Hampshire)) devenu invalide en 1741 lors de la séparation du New Hampshire et du Massachusetts. La nouvelle colonie fut aussi appelée Bakerstown (d'après le Capitaine Thomas Baker). Il comprenait la ville d'aujourd'hui de Poland, Minot, Mechanic Falls et une grande partie d'Auburn. De 1970 à 2011, un bâtiment, Élan School, semi-psychiatrique, semi-scolaire qui se basa sur la thérapie d'attaque de Synanon a été reconnu comme l'école étant la plus violente des États-Unis.

## Sites d'intérêts
- Old Poland Corner Schoolhouse
- Poland Spring Preservation Society
- Range Ponds State Park

## Personnes nées à Poland
- Bert M. Fernald, sénateur et 47e gouverneur du Maine
- John Nevins Andrews, ministre, missionnaire, écrivain, et éditeur
- Moncena Dunn, soldat, bibliothécaire, et officier militaire